# Walstrospanner
De walstrospanner (Costaconvexa polygrammata) is een dagactieve nachtvlinder uit de familie van de spanners (Geometridae). 

## Kenmerken
De voorvleugellengte bedraagt tussen de 10 en 11 mm. De basiskleur van de vleugels is strokleurig, met fijne bruine dwarsbanden. Bij het mannetje zijn op de voorvleugel twee donkere bruine banden zichtbaar. 

## Waardplanten
De walstrospanner gebruikt walstro, vooral liggend walstro, als waardplant. De rups is te vinden van april tot oktober in drie generaties. De soort overwintert als pop. De vliegtijd van de drie generaties loopt van halverwege maart tot en met september.

## Voorkomen
De soort komt verspreid van Europa tot Noord-Afrika voor. In Nederland is de soort zeldzaam, in België zeer zeldzaam.